# Liaoning Fangda Group Industrial
Liaoning Fangda Group Industrial Company Limited («Ляонин Фанда Груп Индастриал») — китайский частный многопрофильный конгломерат, основные интересы которого сконцентрированы в химической и металлургической промышленности, фармацевтике и транспорте. Основан в 2000 году, штаб-квартира расположена в Шэньяне (Ляонин). 

## История
В 2009 году Fangda Group приобрела компанию Nanchang Iron and Steel и на её основе сформировала компанию Fangda Special Steel Technology. В 2013 году Fangda Special Steel поглотила компанию Tongda Iron Concentrator (Ляонин).
Осенью 2021 года Liaoning Fangda Group взяла под свой контроль авиационный бизнес обанкротившегося конгломерата HNA Group, включая авиакомпанию Hainan Airlines.

## Дочерние компании
В состав Liaoning Fangda Group Industrial входит несколько десятков компаний, в том числе листинговые: 
- Fangda Carbon New Material (Ланьчжоу) — входит в число крупнейших компаний Китая, крупный производитель изделий из графита, углерода и алюминия (графитовые электроды, изостатический графит, анодные материалы, углеродные катодные блоки, углеродные кирпичи и углеродная паста); свыше 5,1 тыс. сотрудников[8][9][10][11].
- Jiangxi Fangda Iron & Steel Group (Наньчан) — входит в двадцатку крупнейших производителей стали в мире, объединяет металлургические заводы Pingxiang Iron and Steel (Пинсян), Jiangxi Jiujiang Steel (Цзюцзян), Nanchang Iron and Steel (Наньчан), Sichuan Dazhou Iron & Steel Group (Дачжоу) и Anyang Iron and Steel (Аньян)[3][12][13]. 
  - Fangda Special Steel Technology (Наньчан) — производство металлоконструкций, стальных заготовок и автомобильных комплектующих (рессоры, амортизаторы, пружины, проволока), кокса, добыча железной руды в Китае (провинции Цзянси и Ляонин), добыча железной и медной руды в ЮАР; свыше 7,5 тыс. сотрудников[14][15][16][17].
- Northeastern Pharmaceutical Group (Шэньян) — производство фармацевтического сырья, готовых лекарств, витаминов и диагностических реагентов, сеть складов и аптек; более 7,1 тыс. сотрудников[18][19][20][21].
- Northern Heavy Industries Group (Шэньян) — производство промышленного оборудования (горнодобывающее и энергетическое оборудование, оборудование для производства цемента, обогащения руды и обработки сыпучих материалов), строительство промышленных предприятий и транспортной инфраструктуры; более 11 тыс. сотрудников[22][23][24].
  - Shenyang Mining Machinery Group (Шэньян)
  - Shenyang Heavy Machinery Group (Шэньян)
- Beijing Fangda International Industrial Investment (Пекин) — инвестиции в промышленные активы группы[25].